# 夏山图
《夏山图》为南唐画家董源（？-962年）所作的绢本设色山水画横幅长卷，现藏于上海博物馆。
董源为南派山水画鼻祖，学习荆浩所创的山水画皴擦技法，创立了“披麻皴”技法，《夏山图》是董源运用此技法的代表作之一，用以表现江南丘陵地带山峦参差错落，云雾飘渺朦胧、水波纵横潋滟、林木丰茂苍翠的秀美柔和的风光，构图富于层次。似有若无，符合文人趣味，米芾称赞其“平淡天真”。
《夏山图》无画家款印，明代董其昌在长跋中根据《宣和画谱》的记载，定为董源画卷。历代曾由贾似道、袁枢、沈树镛等人收藏。现藏于上海博物馆。